# 288 v. Chr.
Portal Geschichte | Portal Biografien | Aktuelle Ereignisse | Jahreskalender | Tagesartikel

◄ |
4. Jahrhundert v. Chr. |
3. Jahrhundert v. Chr. |
2. Jahrhundert v. Chr. |
►

◄ | 300er v. Chr. | 290er v. Chr. | 280er v. Chr. | 270er v. Chr. |
260er v. Chr. |
►

◄◄ | ◄ | 291 v. Chr. | 290 v. Chr. | 289 v. Chr. | 288 v. Chr. |
287 v. Chr. |
286 v. Chr. |
285 v. Chr. |
► |
►►
Staatsoberhäupter

## Ereignisse

### Politik und Weltgeschehen

#### Mittelmeergebiet
- Beginn des Fünften Diadochenkrieges (bis 286 v. Chr.). Gegen Demetrios I. Poliorketes, der sich Makedoniens bemächtigt hatte, bildet sich eine Koalition, der Lysimachos (Thrakien), Seleukos I. (Babylonien), Pyrrhos I. (Epirus) und Ptolemaios I. (Ägypten) angehören. Pyrrhus und Lysimachos greifen Makedonien von Westen bzw. Osten an, Ptolemaios erscheint mit einer Flotte vor der griechischen Küste, um die griechischen Städte zur Rebellion gegen Makedonien zu bewegen.
- Die Mamertiner verlassen Syrakus und setzen sich in Messina fest.

#### Asien
- Gründung der Hafenstadt Amastris an der Schwarzmeerküste Kleinasiens, benannt nach der Frau von Dionysios von Herakleia, dem Tyrannen von Herakleia Pontike.

### Kultur und Religion
- Ptolemaios I. gründet die Bibliothek von Alexandria (Museion).
- Poseidippos von Kassandreia verfasst seine erste Komödie.
- In Anuradhapura auf Sri Lanka wird eine heute noch existierende Pappelfeige, die den Namen Jaya Sri Maha Bodhi trägt, gepflanzt.